# Cirripedia
I cirripedi (Cirripedia Burmeister, 1834) sono un'infraclasse di crostacei, appartenente alla sottoclasse dei Thecostraca. Sono esclusivamente marini e comprendono circa un migliaio di specie. Le appendici del torace sono trasformate in cirri che servono per filtrare l'acqua e portare il cibo alla bocca. Possono avere vita libera, e in tal caso aderiscono ad una varietà di substrati, tra cui sporgenze rocciose, scafi e anche balene, oppure essere parassiti in genere di altri artropodi.

## Descrizione
Fra i crostacei, i cirripedi sono quelli che più si discostano dallo schema tipico, tant'è che ancora nel XIX secolo venivano confusi con molluschi; da ciò deriva la nomenclatura delle parti del corpo dei cirripedi, simile a quella usata per i molluschi. Le larve cypris sono simili agli ostracodi, con un carapace bivalve, il che permise di classificarli come crostacei con una morfologia aberrante.
I rizocefali (Rhizocephala) hanno un'anatomia molto semplice, sprovvista di articolazioni o segmentazioni visibili. In comune con gli altri ordini di cirripedi hanno unicamente lo stadio larvale, dato che l'adulto vive come parassita di altri crostacei.

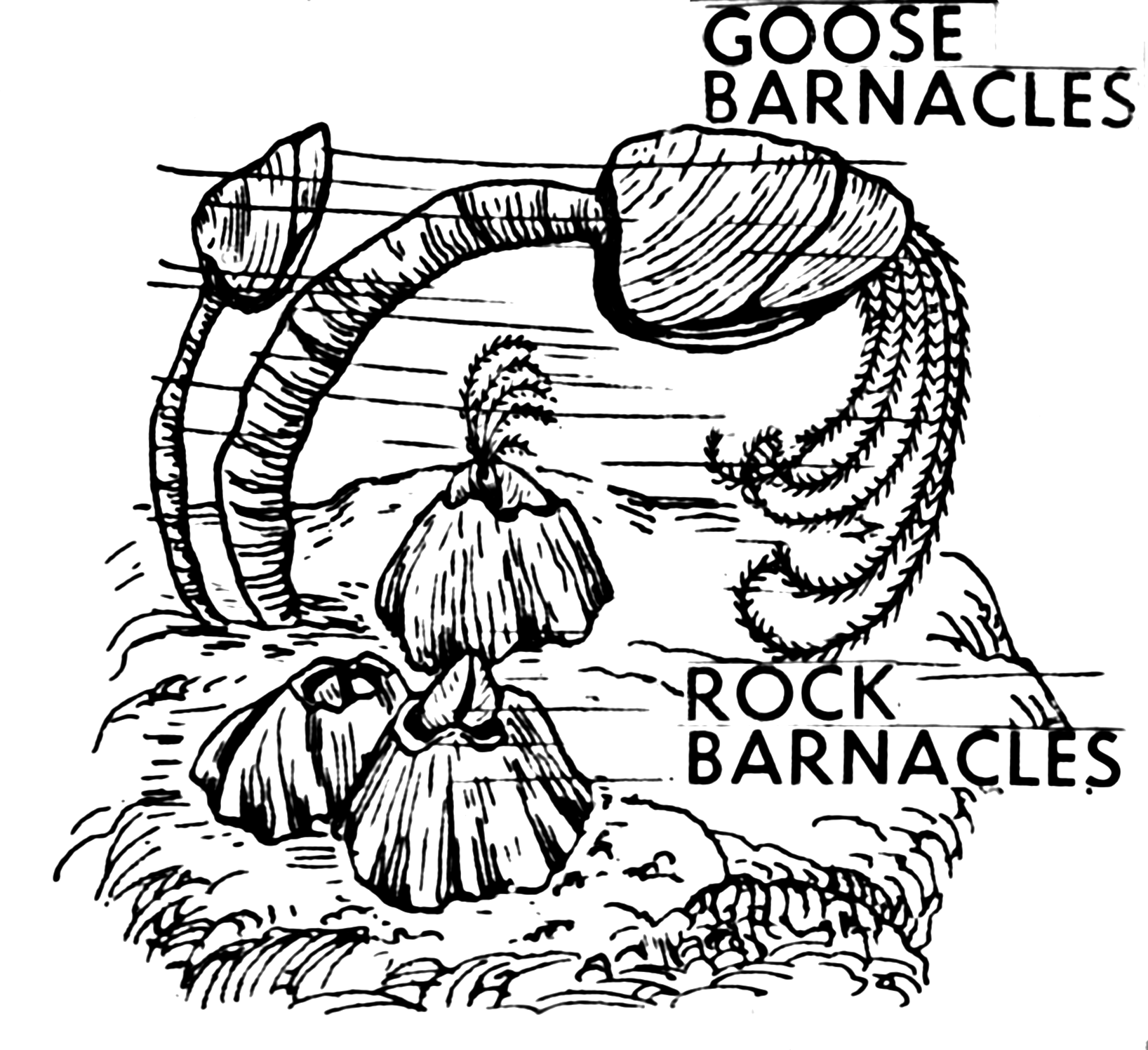

Il corpo di un cirripede non parassita è composto da due parti principali: il peduncolo (corrispondente alla testa dell'animale), con cui si fissano al substrato, e il capitolo, che è di solito ricoperto di piastre calcaree e contiene gli organi.
A seconda che i cirripedi si servano o meno di un peduncolo per ancorarsi ai diversi substrati, essi vengono denominati:
- lepadi, se con un peduncolo lungo e carnoso, appartenenti all'ordine Pedunculata;
- balani, se con peduncolo ridotto a una sorta di disco adesivo, appartenenti all'ordine Sessilia[4].

I balani hanno il carapace (muraglia) formato di solito da 6 o 8 piastre calcaree e un'apertura subcircolare che all'occorrenza può essere chiusa da un opercolo composto di quattro pezzi denominati terga e scuta (i Verrucomorpha hanno un solo tergo e un solo scuto).
Nei cirripedi le appendici sono molto ridotte, le antenne vengono impiegate dalla larva cypris per fissarsi al substrato e sono dunque invisibili nell'adulto, in cui esistono solo sei paia di arti toracici, trasformati in cirri biforcuti e impiegati per la nutrizione per filtrazione.
I cirripedi hanno taglia abbastanza grande, di solito compresa tra 0,5 e 5 cm.

## Distribuzione e habitat
I cirripedi senza peduncolo ricoprono di solito ogni tipo di litorale roccioso, mentre quelli peduncolati preferiscono aree più esposte al mare o oggetti galleggianti. Esistono anche diverse specie che sono commensali su altri organismi come granchi, tartarughe marine o cetacei. Oltre a questi due tipi di cirripedi, ve ne è un terzo: sono detti "amorfi" o Verrucomorpha. Questi ultimi sono simili ai balani ma hanno carapace asimmetrico e di solito vivono in acque profonde.
Alcuni generi di Sessilia, come Chthamalus, vivono nella zona sopralitorale, quindi perennemente fuor d'acqua ed esposti solo agli spruzzi delle onde.
I rhizocefali si sviluppano all'interno dell'ospite, con unicamente l'apparato riproduttore che fuoriesce.

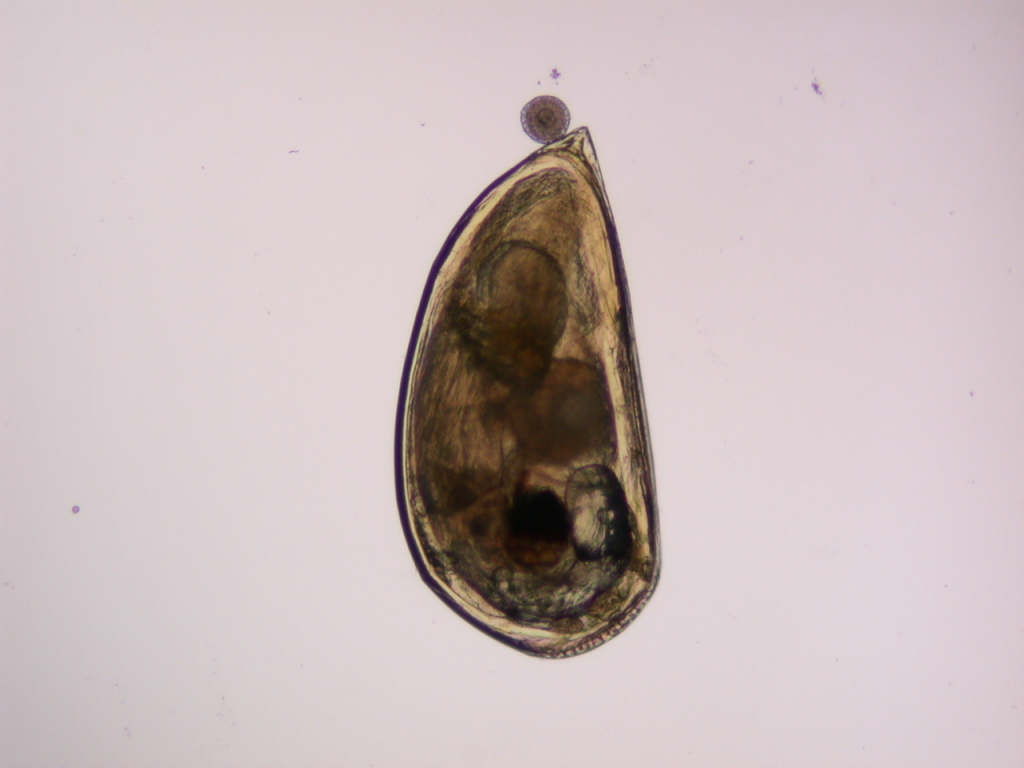
Larva cypris

Spesso i cirripedi formano colonie numerosissime composte da migliaia di individui.

## Ciclo vitale
I cirripedi hanno due stadi larvali planctonici distinti:
- Il nauplio si alimenta attivamente di plancton nella maggior parte delle specie (tranne il primo stadio) e raggiunge in due settimane lo stadio larvale successivo. Il nauplio dei cirripedi è facilmente riconoscibile da quello degli altri crostacei a causa di due vistose corna frontali e di una serie di spine dorsali e ventrali. In alcune specie lo stadio naupliare si sviluppa nell'uovo da cui nasce direttamente lo stadio successivo[5].
- La cypris smette di alimentarsi e nuota attivamente in cerca di un substrato idoneo. La sua presenza è indicativa di acque scarsamente contaminate. Quando una larva cypris incontra un luogo adatto, si fissa al substrato ed inizia il processo di metamorfosi che vede formarsi un giovanile simile all'adulto.

Una volta raggiunta la forma adulta, continuano a depositare carbonato di calcio sulle piastre del carapace. Durante il resto della loro vita, i cirripedi a vita libera sono sessili e si alimentano filtrando plancton con le appendici. I cirripedi sono ermafroditi ed alternano i periodi in cui si riproducono come femmine e come maschi. L'autofecondazione è però molto rara. La fecondazione è interna ed avviene attraverso un lungo pene che raggiunge gli individui vicini. Le uova vengono incubate nel carapace e vengono liberati direttamente dei naupli. La muta avviene regolarmente ma non riguarda le piastre calcaree.
Nei Rhizocephala il maschio è minuscolo e vive a sua volta come parassita della femmina.
I cirripedi producono grandi quantità di larve e le loro fasi pelagiche costituiscono stagionalmente una componente predominante dello zooplancton costiero.

## Tassonomia
Lo schema proposto da Martin e Davis situa l'infraclasse Cirripedia come sottoclasse di Thecostraca e con tre superordini:
Infraclasse Cirripedia Burmeister, 1834
- Superordine Acrothoracica Gruvel, 1905
  - Ordine Pygophora Berndt, 1907
  - Ordine Apygophora Berndt, 1907
- Superordine Rhizocephala Müller, 1862 
  - Ordine Kentrogonida Delage, 1884 
  - Ordine Akentrogonida Häfele, 1911
- Superordine Thoracica Darwin, 1854
  - Ordine Pedunculata Lamarck, 1818 
  - Ordine Sessilia Lamarck, 1818

## Resti fossili
Lo studio dei fossili di Cirripedia è stato largamente approfondito da Charles Darwin, che ne ha classificato numerose specie, confermando che questi animali hanno una lunga storia geologica che permette di valutare le specie contemporanee. Darwin iniziò a raccogliere esemplari sudamericani, per poi spostarsi su esemplari europei, principalmente del Cretaceo. Le deduzioni da lui tratte durante i suoi 8 anni sui cirripedi, sono valide a tutt'oggi. La linea dell'evoluzione da una specie all'altra è identificabile così come la vicinanza fra specie e generi di cirripedi.
Withers ha pubblicato numerosi articoli sui fossili di cirripedi, stabilendo una base di 22000 esemplari classificati in 217 specie che ne illustra la storia tassonomica.
I primi reperti fossili riconducibili ai Cirripedia sono molto antichi, provenendo da Priscansermarinus del Cambriano medio (sui 500 milioni di anni fa), ma non vi sono resti scheletrici fino al Neogene (l'era più recente, gli ultimi 20 milioni di anni). Tracce fossili lasciate da specie di Acrothoracica (Rogerella) sono abbastanza comuni e databili dal Devoniano ad oggi.
Nello studio dei paleo-mari, i fossili di cirripedi servono a valutarne la profondità: il grado di usura del fossile indica la distanza sulla quale è stato trasportato, suggerendo che l'animale viveva in acque poco profonde per poi rompersi quando è stato portato dalle correnti a profondità maggiori. Lo stato dei fossili e il danno subìto portano quindi informazioni sulla storia tettonica della regione.
Altri fossili di cirripedi sono serviti da punti di riferimento per la classificazione, come l'Archaeolepas redtenbacheri (Germania), il Praelepas jaworski del Carbonifero (Russia), il Brachylepas naissanti o il Cyprilepas Holmi del Siluriano superiore (Estonia).

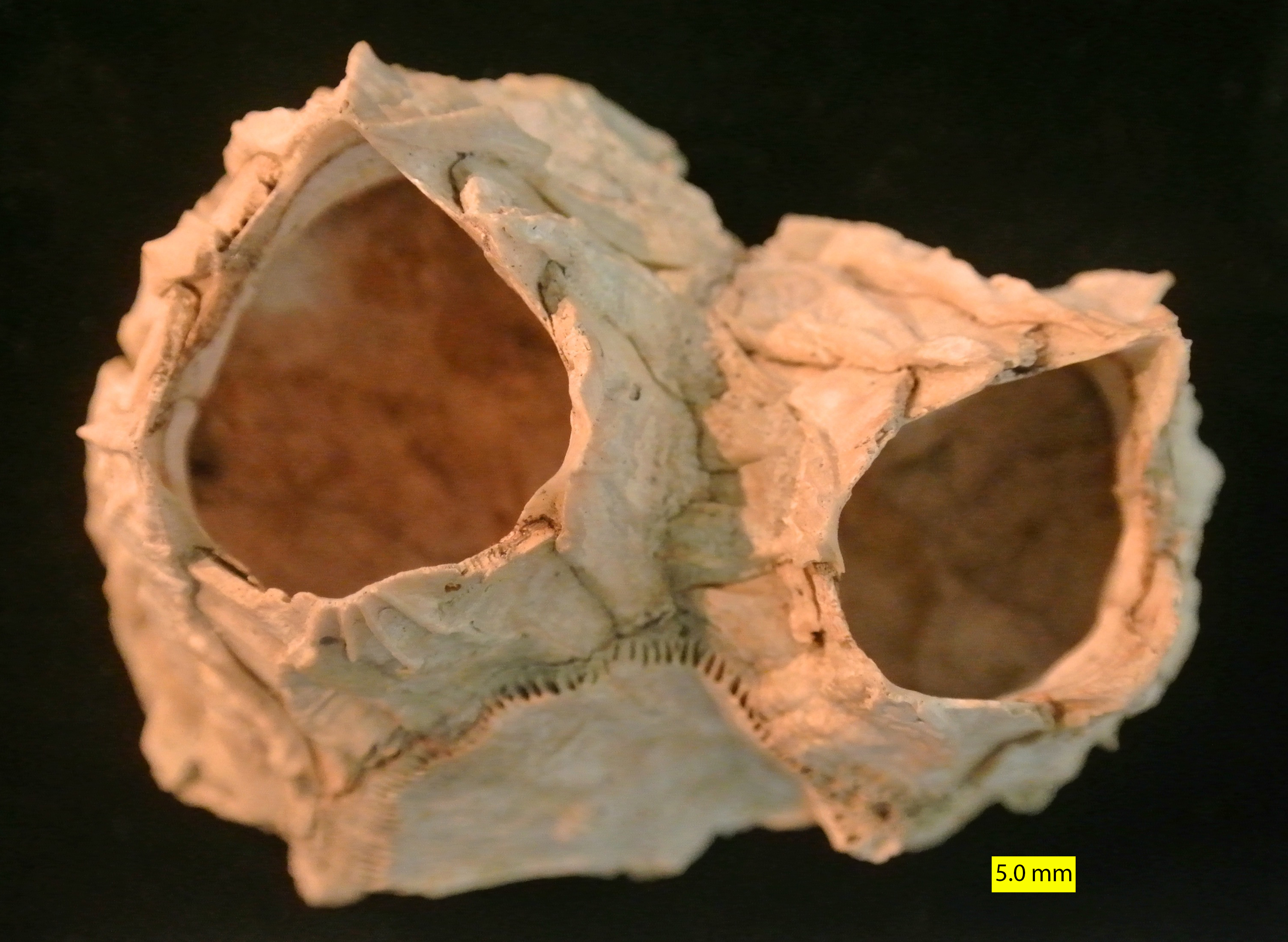
Chesaconcavus, Cirripedia del Miocene dal Maryland.
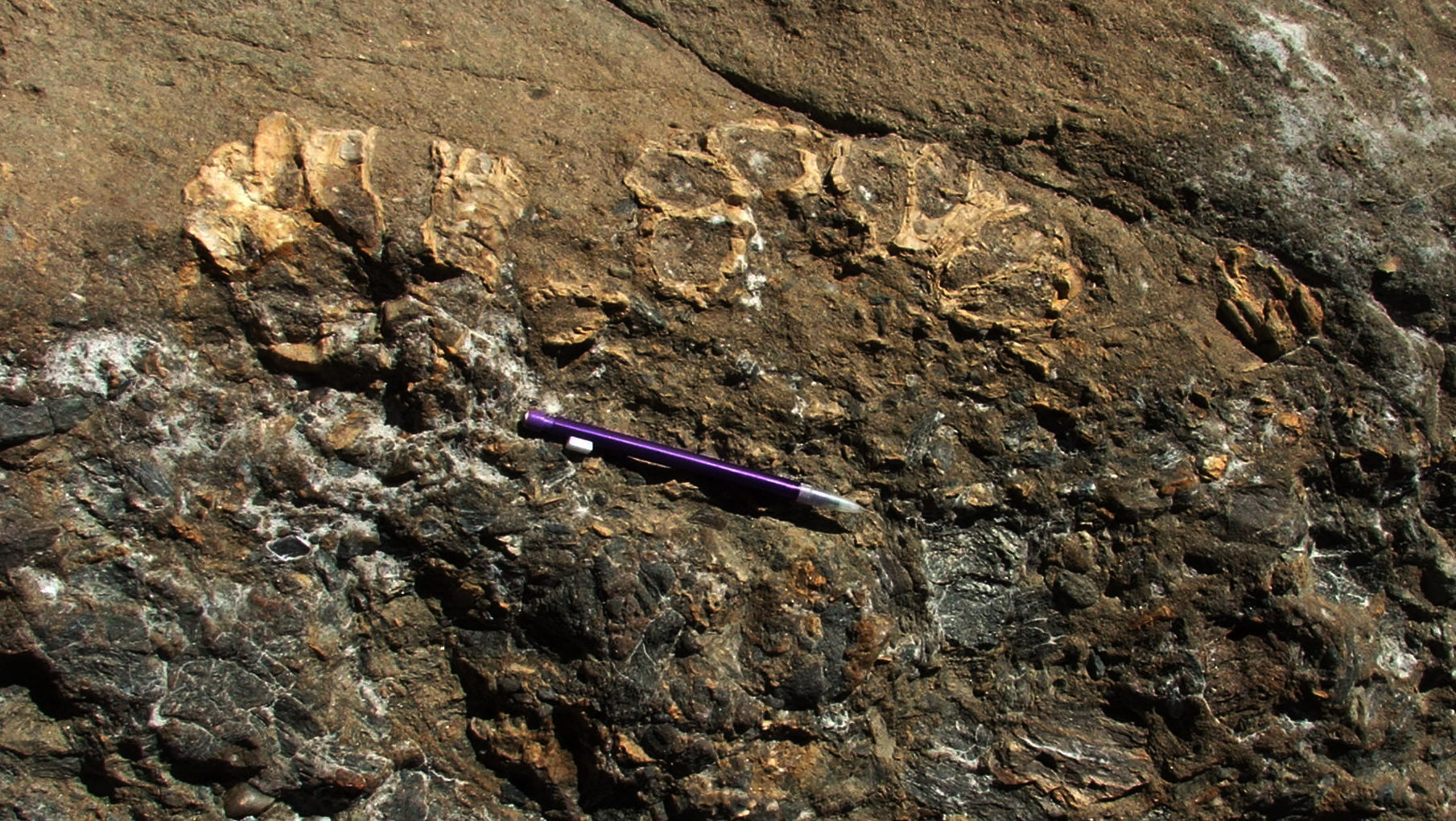
Megabalanus del Messiniano, limato dalla sabbia e poi fossilizzato.

## Importanza economica
Tra i cirripedi vi sono alcune specie commestibili, consumate soprattutto in Spagna e Portogallo, come Pollicipes cornucopia e Austromegabalanus psittacus. L'importanza dei cirripedi è però soprattutto relativa alle incrostazioni che producono sulla carena delle navi compromettendone le prestazioni e aumentando il consumo di carburante.